# Edmund Mortimer, 3. Earl of March

Wappen der Familie Mortimer

Edmund Mortimer, 3. Earl of March und de jure uxoris Earl of Ulster (* 1. Februar 1352; † 27. Dezember 1381 in Cork) war der Sohn von Roger Mortimer, 2. Earl of March, und dessen Frau Philippa, Tochter von William Montagu, 1. Earl of Salisbury.

## Dynastische Einordnung und Bedeutung
Edmund war noch ein Kind, als sein Vater starb, so dass er als Mündel der Krone von Eduard III. in die Obhut von William von Wykeham und Richard Fitzalan, 10. Earl of Arundel, übergeben wurde. Obschon durch sein Erbe reich begütert, erlangte er durch seine Heirat 1368 mit der 13-jährigen Philippa of Clarence, 5. Countess of Ulster, einen erheblichen Bedeutungszuwachs, da seine Frau das einzige Kind von Lionel of Antwerp, 1. Herzog von Clarence, dem zweitältesten Sohne Eduards III., war und diese Ehe hohe dynastische Bedeutung gewann. Ihre Nachfahren würden an dritter Stelle nach Eduard, dem schwarzen Prinzen, und dessen Sohn, den späteren Richard II., stehen. Edmunds Ururenkel wird schließlich 1461 während der Rosenkriege mit Berufung auf seine Herkunft als Eduard IV. den englischen Thron besteigen.
Beim Tode seines Schwiegervaters erhielt Edmund zusätzlich den Titel des Earl of Ulster, den Lionel wiederum von seiner Frau Elisabeth als Erbin von William Donn de Burgh, 3. Earl of Ulster, übernommen hatte.
Edmunds Sohn Roger Mortimer, 4. Earl of March, wurde später erster Thronanwärter auf den englischen Königsthron während der Regierung von Richard II. und dessen anhaltender Kinderlosigkeit.

## Politischer Werdegang
Edmund wurde 1369 zum Marshall von England ernannt und erfüllte in der Folge diverse diplomatische Missionen. 1376 war er eine der Schlüsselfiguren der Opposition im Good Parliament, als dort die Ausgaben im Zuge des Krieges mit Frankreich kritisiert wurden. Der erste Sprecher des Parlaments, Sir Peter de la Mare, war Steward von Edmund, der in der Folge mit dem dritten Sohn Eduards III., John of Gaunt, 1. Duke of Lancaster, im Konflikt lag. Die Beschlüsse des Good Parliament wurden noch im gleichen Jahr aufgehoben, Peter de la Mare eingekerkert und Edmund als Marshall von England auf eine umfangreiche Inspektionsreise zu den entlegensten Festungen des Königreiches geschickt.
Edmund vermied auch nach der Regierungsübernahme Richards II. einen offenen Konflikt mit John of Gaunt, obwohl er als Vater des nunmehrigen Thronerben eine Schlüsselposition im Thronrat einnahm.
Edmund starb am 27. Dezember 1381 in Cork und wurde, wie auch seine Frau Philippa, in Wigmore Abbey begraben.

## Nachkommen
- Elisabeth (1371–1417), ⚭ I Sir Henry „Hotspur“ Percy, ⚭ II Sir Thomas de Camoys, 1. Baron Camoys
- Roger, 4. Earl of March (1374–1398)[2] ⚭ Eleanor Holland, Tochter von Thomas Holland, 2. Earl of Kent
- Philippa (1375–1401), ⚭ Richard Fitzalan, 11. Earl of Arundel (Haus FitzAlan)
- Edmund (1376–1411) ⚭ Catrin ferch Owain Glyndŵr, Tochter von Owain Glyndŵr